# K’ahk’ Uti’ Witz’ K’awiil
K’ahk’ Uti’ Witz’ K’awiil (zm. 15 czerwca 695) – władca Copán. Wstąpił na tron w 628 roku.